# Niki Marty
Niki Marty (* 13. Oktober 1973 in Zürich) ist ein Schweizer Sportschütze.

## Werdegang
Marty begann im Alter von 16 Jahren mit dem Schiesssport. Inzwischen gehört er mit der Schnellfeuerpistole zu den besten Schützen der Welt. 
Seinen grössten Erfolg feierte er 2002 bei der Weltmeisterschaft der Sportschützen in Lahti, als er sich hinter den Deutschen Marco Spangenberg und Ralf Schumann die Bronzemedaille sicherte. Im gleichen Jahr erreichte er beim Weltcup-Final in München Platz 10.
Die Folgesaison verlief enttäuschend. Bei der Europameisterschaft der Sportschützen in Pilsen reichte es nur zu einem 13. Rang.
In der olympischen Saison 2004 erreichte Marty bei den Weltcup-Veranstaltungen in Athen im April und in Mailand im Juni zwei zweite Plätze. Bei den im August in Athen stattfindenden Olympischen Sommerspielen gelang es ihm aber nicht, an diese Form anzuknüpfen und er wurde nur 12.
Derzeit belegt er Rang 7 der Weltrangliste der International Shooting Sport Federation (Stand: 10. Januar 2005).
Marty ist verheiratet und lebt mit seiner Frau und einem Kind in Seengen (Aargau).